# فلوریان گروسرت
فلوریان گروسرت (انگلیسی: Florian Grossert؛ زادهٔ ۶ مارس ۱۹۸۵) بازیکن فوتبال اهل آلمان است.
از باشگاه‌هایی که در آن بازی کرده‌است می‌توان به باشگاه فوتبال دینامو درسدن، باشگاه فوتبال هانزا روستوک، و باشگاه فوتبال تسویکاو اشاره کرد.